# Gall Anonim
Gallus Anonymus, ili (na poljskom) Gall Anonim (rođen 1115.) bio je benediktinski redovnik i povjesničar poznat kao autor teksta Gesta principum Polonorum ("Djela kneževa Poljske"), u kome je opisao vladavinu poljskog kneza Boleslava III. Krivoustog. S obzirom na to da se knjiga bavi i Boleslavovim rodoslovom, odnosno opisuje njegove prethodnike, smatra se izuzetno vrijednim izvorom za ranu povijest Poljske. O samom Galu ne postoje gotovo nikakvi podataka, iako postoje razne teorije o podrijetlu, uglavnom vezane uz Francusku. 

## Vanjske poveznice
- Edmund Kotarski: Gall Anonim  Arhivirana inačica izvorne stranice od 7. lipnja 2008. (Wayback Machine) (engl.) (polj.)
- Gazeta Wyborcza article about Gallus Anonymus' Venetian origins (polj.)
- Kim naprawdę był Gall Anonim? (Who Actually Was Gallus Anonymus?) (polj.)